# Tre rövare
Tre rövare (tyska: Die drei Räuber) är en tysk animerad barnfilm från 2007 regisserad av Hayo Freitag. Filmen är baserad på bilderboken De tre rövarna från 1961 av Tomi Ungerer.

## Handling
För att undvika att hamna på barnhem efter hennes föräldrars död låtsas lilla Tiffany vara dotter till en maharadja när tre rånare attackerar henne. Rånarna kidnappar henne för kräva lösen av maharadjan och tar henne till deras grotta, där de med tiden blir vänner. Till sist hjälper rövarna flickan besegra den elaka barnhemsföreståndaren och ser till att deras rikedom också kommer andra till godo.

## Medverkande
| Roll                | Tyska originalröster     | Svenska röster   |
| ------------------- | ------------------------ | ---------------- |
| Tiffany             | Elena Kreil              | Mia Kihl         |
| rövaren Malente     | Joachim Król             | Fredrik Hiller   |
| rövaren Flinn       | Bela B                   | Linus Lindman    |
| rövaren Dunderjakob | Charly Hübner            | Mats Nilsson     |
| tanten              | Katharina Thalbach       | Kia Skog         |
| berättarröst        | Tomi Ungerer             | Gunnar Uddén     |
| Gregory             | Konstantin Seidenstücker | Daniel Andersson |
| Nikolas             | Maximilian Roca Jungfer  | Lukas Larsson    |
| kusken              | Erwin Leder              | Peter Kjellström |
| konstapeln          |                          | Ingemar Carlehed |

- Övriga svenska röster — Åsa Bergfalk, Jenny Wåhlander
- Regi — Christian Jernbro
- Översättning — Johan Wilhelmsson
- Sångtexter — Mats Wänblad
- Tekniker — Andreas Eriksson, Daniel Bergfalk
- Svensk dubbning producerad av KM Studio[6][7]